# Harbor Springs
Harbor Springs è un comune degli Stati Uniti d'America, situato nello Stato del Michigan, nella contea di Emmet.